# Kanton Châtelus-Malvaleix
Kanton Châtelus-Malvaleix (francouzsky Canton de Châtelus-Malvaleix) je francouzský kanton v departementu Creuse v regionu Limousin. Tvoří ho 10 obcí.

## Obce kantonu
- Bétête
- La Cellette
- Châtelus-Malvaleix
- Clugnat
- Genouillac
- Jalesches
- Nouziers
- Roches
- Saint-Dizier-les-Domaines
- Tercillat